# Biendi Maganga-Moussavou
Biendi Maganga-Moussavou, né le 29 mars 1974 à Libreville, est un homme politique et banquier gabonais.
Il est expert et analyste financier, ancien dirigeant de banque. Le 2 octobre 2016, il entre pour la première fois dans un gouvernement comme ministre de la Promotion des Petites et Moyennes Entreprises chargé de l’Entrepreneuriat National. Puis, à la faveur d'un nouveau remaniement en février 2018, il devient ministre de l’Agriculture, de l’Élevage, de la Pêche et de l’Alimentation du Gabon.

## Biographie

### Carrière professionnelle
Il effectue ses études supérieures à l'Université de Tours (ancienne Université François Rabelais) en France. Il y obtient une maitrise d'Administration et Gestion des Entreprises (AES), un diplôme technique de l'Enseignement Supérieur (DTES) d’Économie Bancaire et un DESS de Banque et Finance.
Pendant une quinzaine d'années, il évolue dans plusieurs banques avant d'occuper une fonction ministérielle.
Après un passage à la Banque des États de l'Afrique centrale (BEAC), il commence sa carrière en 2001 chez Citigroup au Gabon comme analyste des risques. Il rejoint ensuite le Département Moyen-Orient du Fonds monétaire international (FMI) à Washington en 2002 comme économiste-visiteur où il travaille sur la Jordanie. En 2003, il intègre la Banque Internationale pour le Commerce et l'Industrie du Gabon (BICI) du Gabon à l'époque BNP Paribas, où il remplit l'une après l'autre, les missions d'analyste des risques de crédit, de chargé d'appui commercial, de directeur adjoint de la trésorerie et de chargé d'Affaires Grandes Entreprises.
Concomitamment, il dispense des cours d'économie d'entreprise en tant qu'enseignant-vacataire à Institut National des Sciences de Gestion au Gabon (l'INSG) et à l'Institut des Techniques de Banque (ITB). En 2007, il participe à la création de la filiale gabonaise du groupe United Bank for Africa (UBA) en qualité de Directeur de la Trésorerie et de la Banque d'Investissement. Il y développe notamment les activités de Cash management, de Gestion du Risque de liquidité et de Financement structurés.
En 2011, à la suite du rachat de la Financial Bank du Gabon par le fonds d'investissements Emerging Capital Partners (ECP), il apporte son expertise à la transformation de la banque qui deviendra Oragroup.

### Carrière politique

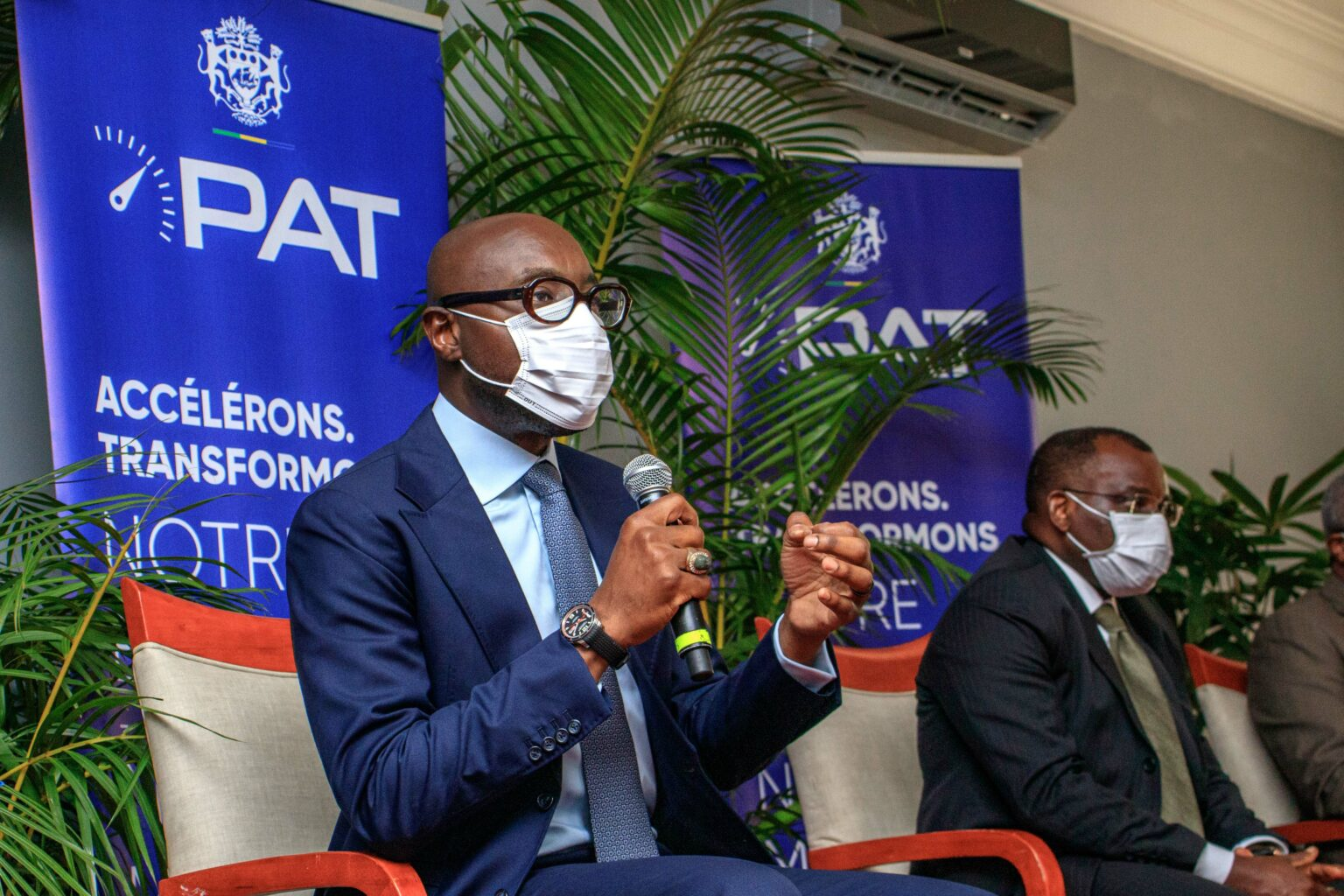
Conférence sur les avancées du Plan de Accélération de la Transformation

Après l'élection présidentielle de 2016, il entre au gouvernement d'Emmanuel Issoze Ngondet comme Ministre de la Promotion des Petites et Moyennes Entreprises, chargé de l'Entrepreneuriat National. Il va engager tour à tour plusieurs réformes parmi lesquelles l'introduction dans l'environnement législatif d'une nouvelle loi sur les PME, une loi sur les structures d'encadrement et la première loi portant orientation de l'artisanat qui aboutit à la création de la Chambre Nationale des Métiers de l'Artisanat du Gabon,,,,. Plus tard il va défende son projet de création d'un fonds de garantie des PME pour favoriser l'accès au financement du tissu entrepreneurial national. C'est également sous son passage aux PME que le Gabon se dotera de deux lois relatives à la profession et aux médicaments et produits vétérinaires,.
En 2018, il est nommé ministre de l'Agriculture et de l'élevage, chargé du programme GRAINE sous le Premier ministre Julien Nkoghe Bekalé. Un an après les départements de la pêche et de l'alimentation sont ajoutés à son ministère.

#### Agriculture et élevage
En fin 2018, soit 45 ans après les dernières statistiques il lance avec la coopération de la Banque mondiale et de l'Organisation des Nations unies pour l'alimentation et l'agriculture (FAO) un recensement général de l'agriculture (RGA ) afin d'identifier les ménages agricoles et les bassins de production dans l'intérêt des politiques publiques. Cette opération a aussi pour objectif d'engager davantage les femmes et les jeunes dans la production agricole en milieu rural et péri-urbain, au service de la transition vers une économie verte.

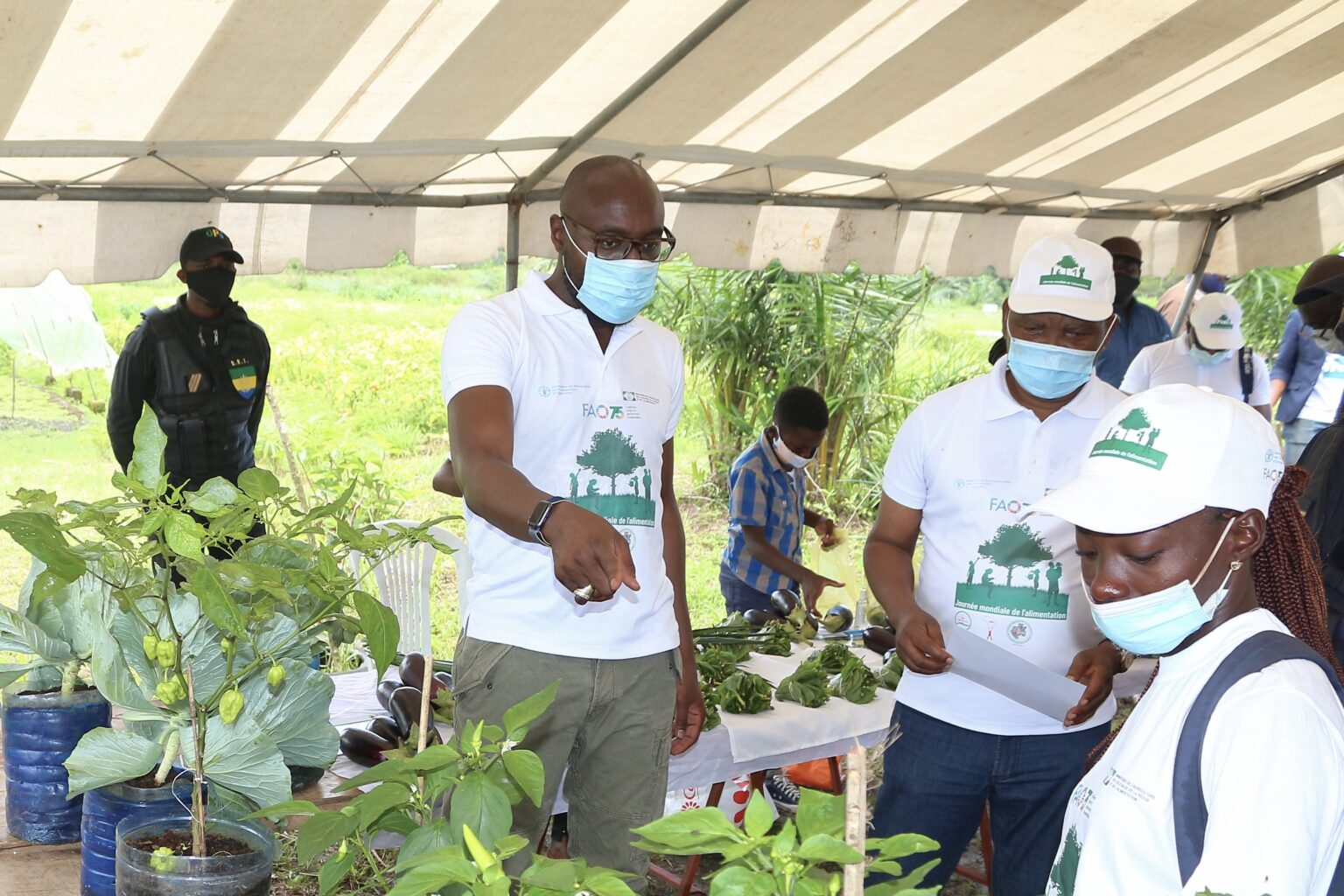
Lancement des formations diplômantes aux techniques agricoles à l'occasion de la Journée Internationale de l'Alimentation

Il initie en 2020, le projet de mobilisation de 75 000 hectares de titres fonciers dans le cadre des zones agricoles à forte productivité (ZAP),,,,,. C'est sur cette base que les premières attributions de terrains sécurisés, cadastrés et, ayant préalablement fait l'objet d'une étude d'impact environnemental ont été réalisées en 2022.
Il pilote la redéfinition du Projet d'Appui au Programme GRAINE (PAPG1) financé par la Banque africaine de développement (BAD) en faveur de la création de chaines de valeur, fondées sur l'autonomie semencière nationale, l'appui logistique et le conseil aux producteurs,. C'est dans ce sens que s'inscrit l'adoption d'une loi portant orientation de la politique semencière nationale.
Il conclut un partenariat avec la Fondation Bill-et-Melinda-Gates via le programme de recherche West African Virus Epidemiology (WAVE) consacré au manioc lequel a conduit au développement d'un pôle scientifique comprenant plusieurs laboratoires à Akanda.
Il a conduit les négociations ayant abouti à l'adoption par le Gouvernement et le Parlement Gabonais du principe de la mise en œuvre de la phase 2 du Programme de Développement de l'Agriculture Rurale (PDAR2) financé à parité par le Fonds international de développement agricole (FIDA) et le Gabon. Dans la foulée, le Gabon réalise une nette progression dans le cadre du PPDA (Programme Détaillé de Développement de l'Agriculture en Afrique) où la note nationale pour les réformes du secteur agricole a été portée de 2,9 en 2018 à 4,98 en 2022 (1er rang des pays de la CEEAC).

#### Pêche
En juin 2021,il dirige et négocie au nom du Gabon un accord de partenariat de pêche durable (APPD) avec l'Union Européenne,,. Cet accord consacre la reconnaissance d'un tonnage de référence annuel de 32.000 tonnes dans la filière thonière et la mobilisation de 25 millions d'euros sur 5 ans pour la structuration durable des pêcheries, faisant du Gabon le 2e partenaire de l'UE derrière les Seychelles en la matière.
Dans le même temps, il lance et achève la construction de cinq centres de pêche à travers le pays, dans la perspective de lutter contre les activités clandestines, de renforcer la collecte de données sur les captures, de former les artisans et d'assurer de meilleures conditions de stockage et de distribution des produits halieutiques.
Il lance le programme national d’équipement des embarcations de pêche artisanale maritime par satellite qui se traduit par l'obligation d’équiper chaque embarcation de pêche artisanale d’une balise GPS, dans l’objectif de contrôler et prévenir la pêche dans le réseau d’aires marines protégées, et de porter assistance en cas de danger.
Il consolide aussi un partenariat avec l’ONG Sea Sheperd pour patrouiller sur la zone économique exclusive gabonaise à la recherche de chalutiers ou de thoniers : lancement de l’opération Albacore, qui a inspiré depuis plusieurs autres pays sur le continent, comme le Liberia et la Tanzanie.

#### Sécurité alimentaire

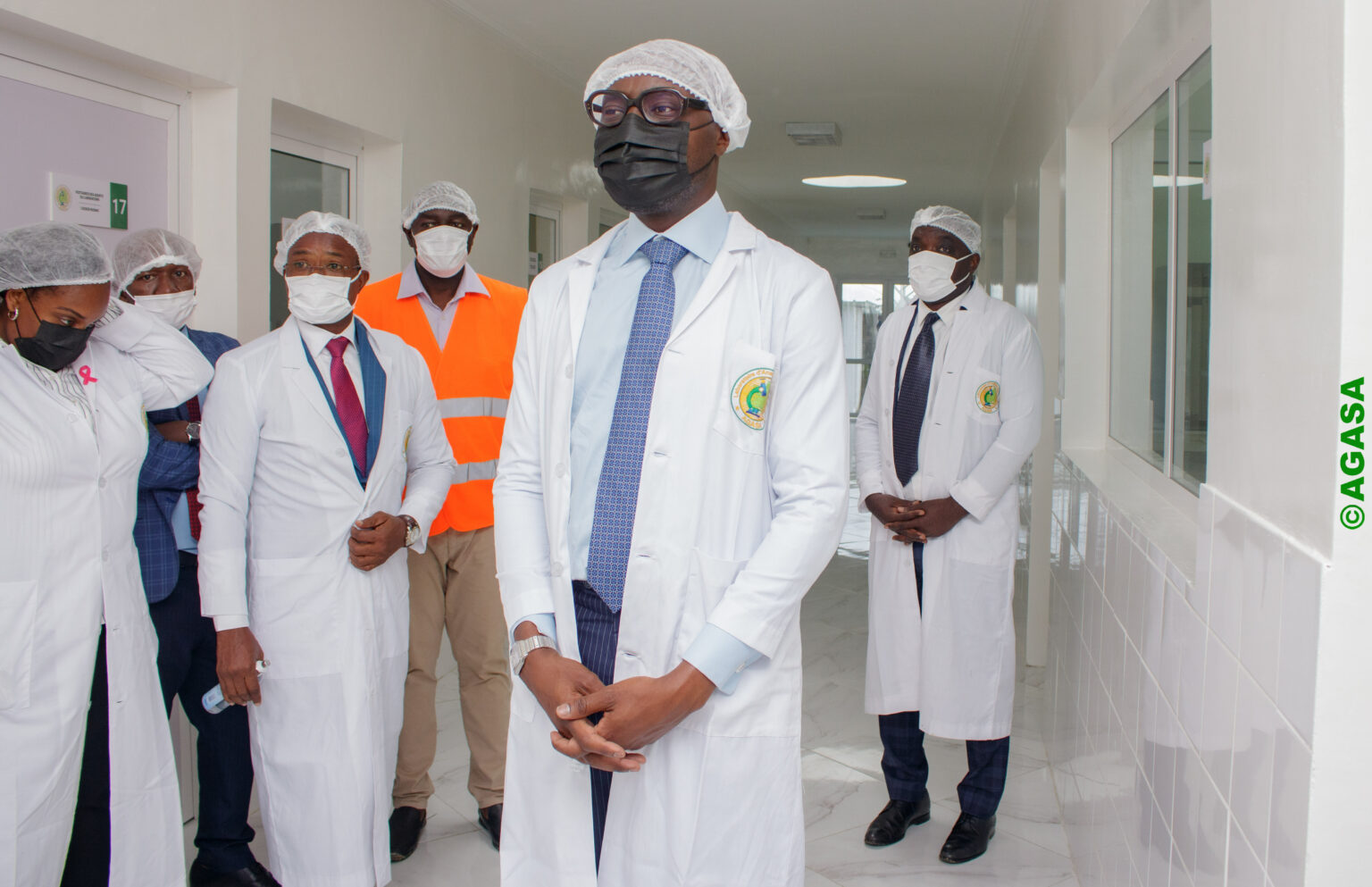
Visite de l'Agence Gabonaise de Sécurité Alimentaire (AGASA)

Il équipe l'Agence Gabonaise de Sécurité Alimentaire (AGASA) d'un laboratoire d'analyse des résidus des pesticides et de métaux lourds pour la certification souveraine et scientifique des produits importés et exportés et en professionnalisant des effectifs.
En 2021, il organise dans un contexte de Covid une concertation nationale en vue de la participation du Gabon au sommet Mondial sur l'Alimentation sous l'égide de l'Organisation des Nations-Unies (ONU). Il œuvre l'adoption d'une feuille de route pour la redéfinition d'un nouveau système alimentaire national offrant résilience et efficacité pour l'atteinte des Objectifs de développement durable (ODD).

## Activités à l'international
Biendi Maganga-Moussavou représente le Gabon au sein de plusieurs instances notamment en tant que gouverneur de la FAO et en qualité de 2e vice-président du bureau du Comité technique spécialisé de l'Union africaine (UA) chargé de l'agriculture et du développement rural. Le Gabon a réalisé une nette progression dans le cadre du PPDA ( Programme détaillé de développement de l'agriculture en Afrique) où la note nationale pour les réformes du secteur agricole a été portée de 2,9 en 2018 à 4,98 en 2022 (1er rang des pays de la CEAC).

## Vie personnelle
Il intervient est au sein de l'ONG Actions et Développement[Quoi ?] qui œuvre en faveur de l'accès à l'eau potable, à l'éducation, au sport et aux NTIC par les populations défavorisées.